# 荘内町 (八尾市)
荘内町（そうないちょう）は、大阪府八尾市の町。現行行政地名は荘内町一丁目及び荘内町二丁目。住居表示は実施済み。
現住所表記施行前の大字八尾、西郷、木戸、東郷、庄之内、成法字の各地域の一部が交雑していた。
1964年（昭和39年）の現住所表記変更時に周囲の地域とともに整理されて新しく設置された。

## 歴史・概要
令制国一覧 > 畿内 > 河内国 > 若江郡 > 西郷村、木戸村、東郷村、庄之内村、成法寺村、八尾村ほか
江戸時代の頃から西側に位置する村々の支配地が交雑した「八か村交雑地」の一部だった。

## 地理
青山町交差点（大阪港八尾線、八尾道明寺線（通称：青山通り）の北西角、近鉄大阪線の南に位置する。1丁目の大阪港八尾線沿いに商店が並ぶ以外は概ね住宅地や公共施設となっている。

## 世帯数と人口
2020年（令和2年）3月31日現在（八尾市発表）の世帯数と人口は以下の通りである。
| 丁目         | 世帯数  | 人口  |
| ------------ | ------- | ----- |
| 荘内町一丁目 | 212世帯 | 384人 |
| 荘内町二丁目 | 130世帯 | 239人 |
| 計           | 342世帯 | 623人 |

### 人口の変遷
国勢調査による人口の推移。
| 1995年（平成7年）  | 673人 | [ 5 ] |  |
| 2000年（平成12年） | 778人 | [ 6 ] |  |
| 2005年（平成17年） | 781人 | [ 7 ] |  |
| 2010年（平成22年） | 750人 | [ 8 ] |  |
| 2015年（平成27年） | 774人 | [ 9 ] |  |

### 世帯数の変遷
国勢調査による世帯数の推移。
| 1995年（平成7年）  | 252世帯 | [ 5 ] |  |
| 2000年（平成12年） | 340世帯 | [ 6 ] |  |
| 2005年（平成17年） | 359世帯 | [ 7 ] |  |
| 2010年（平成22年） | 365世帯 | [ 8 ] |  |
| 2015年（平成27年） | 385世帯 | [ 9 ] |  |

## 学区
市立小・中学校に通う場合、学区は以下の通りとなる（2020年5月時点）。
| 丁目         | 番   | 小学校             | 中学校             |
| ------------ | ---- | ------------------ | ------------------ |
| 荘内町一丁目 | 全域 | 八尾市立高美小学校 | 八尾市立高美中学校 |
| 荘内町二丁目 | 全域 | 八尾市立高美小学校 | 八尾市立高美中学校 |

## 事業所
2016年（平成28年）現在の経済センサス調査による事業所数と従業員数は以下の通りである。
| 丁目         | 事業所数 | 従業員数 |
| ------------ | -------- | -------- |
| 荘内町一丁目 | 15事業所 | 156人    |
| 荘内町二丁目 | 6事業所  | 14人     |
| 計           | 21事業所 | 170人    |

## 主な施設
- 大阪府中河内府民センタービル（2丁目）
八尾土木事務所など大阪府の出先機関が所在する。
- 荘内保育所（2丁目）

## 交通
主要道路
- 大阪府道5号大阪港八尾線
- 大阪府道174号八尾道明寺線

## その他

### 日本郵便
- 郵便番号 : 581-0005[2]（集配局：八尾郵便局[12]）。

## 脚註
1. 1 2 3  “町丁字別人口・世帯数（令和2年3月末日現在）”.   八尾市 (2020年4月9日). 2020年5月6日閲覧。
2. 1 2  “荘内町の郵便番号”.  日本郵便. 2019年8月15日閲覧。
3. ↑  “市外局番の一覧”.   総務省. 2019年6月24日閲覧。
4. ↑  “住居表示の実施区域一覧”.   八尾市 (2014年5月19日). 2020年5月6日閲覧。
5. 1 2  “平成7年国勢調査の調査結果(e-Stat) - 男女別人口及び世帯数 －町丁・字等”.   総務省統計局 (2014年3月28日). 2019年8月16日閲覧。
6. 1 2  “平成12年国勢調査の調査結果(e-Stat) - 男女別人口及び世帯数 －町丁・字等”.   総務省統計局 (2014年5月30日). 2019年8月16日閲覧。
7. 1 2  “平成17年国勢調査の調査結果(e-Stat) - 男女別人口及び世帯数 －町丁・字等”.   総務省統計局 (2014年6月27日). 2019年8月16日閲覧。
8. 1 2  “平成22年国勢調査の調査結果(e-Stat) - 男女別人口及び世帯数 －町丁・字等”.   総務省統計局 (2012年1月20日). 2019年8月16日閲覧。
9. 1 2  “平成27年国勢調査の調査結果(e-Stat) - 男女別人口及び世帯数 －町丁・字等”.   総務省統計局 (2017年1月27日). 2019年8月16日閲覧。
10. ↑  “住所からの校区一覧”.   八尾市. 2020年5月6日閲覧。
11. ↑  “平成28年経済センサス－活動調査 / 事業所に関する集計 産業横断的集計 都道府県別結果”.   総務省統計局 (2018年6月28日). 2019年10月23日閲覧。
12. ↑  “郵便番号簿 2019年度版” (PDF).   日本郵便. 2019年11月4日閲覧。